# Mezhdurechensk, tỉnh Kemerovo

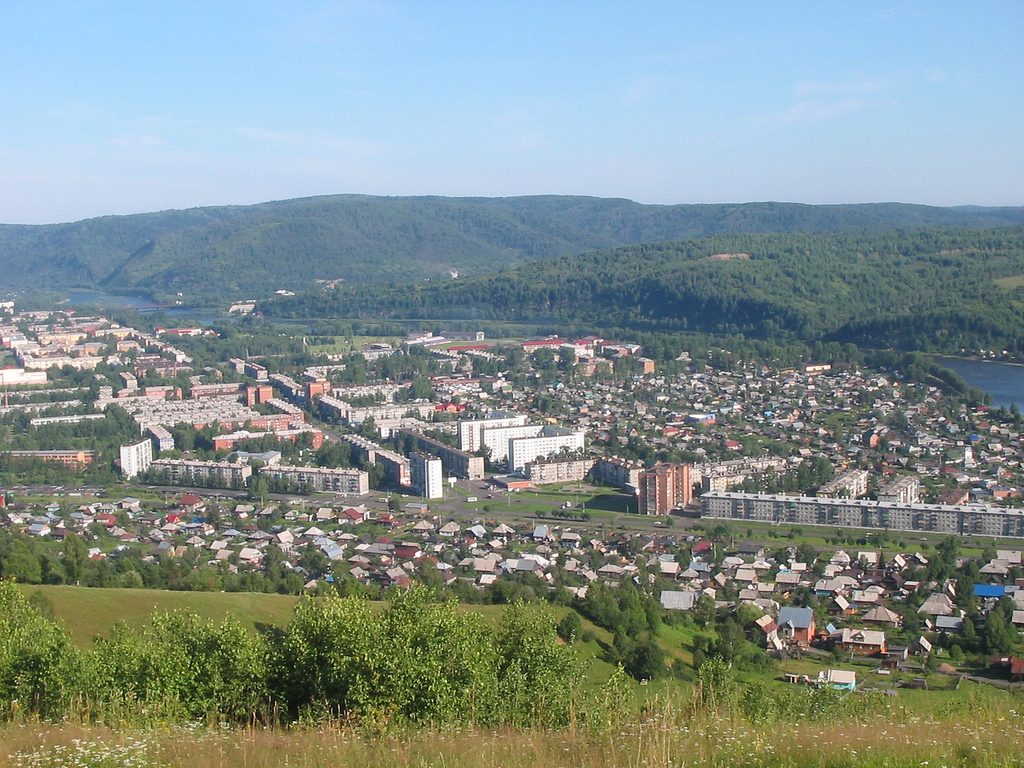
Mezhdurechensk

Mezhdurechensk, tỉnh Kemerovo (tiếng Nga: Междуреченск, Bản mẫu:Lang-cjs) là một thành phố Nga. Thành phố này thuộc chủ thể Kemerovo Oblast. Dân số: 101,678 (Điều tra dân số 2010); 101,987 (Điều tra dân số 2002); 107,014 (Điều tra dân số năm 1989).